# Thule (fictief land)

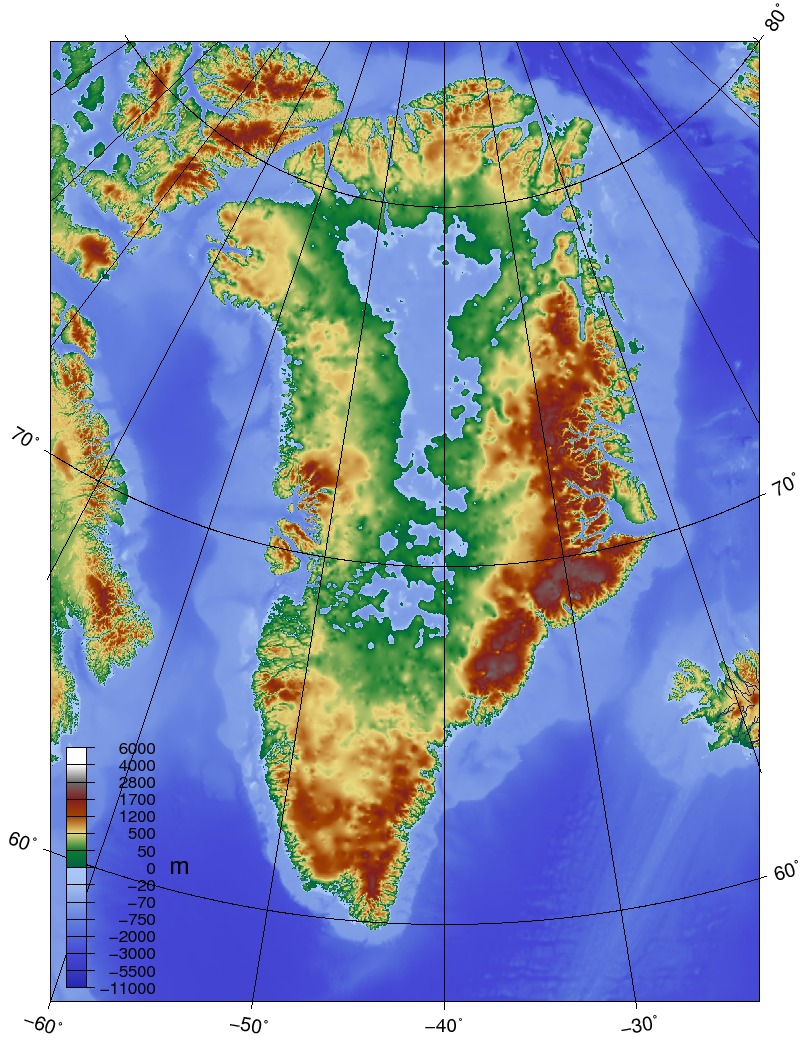
Topografie van Groenland zonder ijskap

Thule is een fictief land, gebruikt in de boekenreeks Kinderen van Moeder Aarde, geschreven door Thea Beckman. Het is een enigszins utopisch land, gekenmerkt door liefde voor de natuur, pacifisme, solidariteit en altruïsme. Het land wordt door het Groot Badense rijk, in alle opzichten het tegengestelde van Thule, aangevallen en gedeeltelijk veroverd. Thule was een benaming in de oudheid voor het mythische 'uiterste Noorden'. Tot voor kort was de stad Qaanaaq in Groenland hiernaar vernoemd. In het boek heet deze stad 'Thulestad'.
De kaart op de eerste pagina's van de boeken toont een bergrug die over Centraal-Groenland loopt. Zoals de kaart hiernaast echter aantoont, heeft later onderzoek bevestigd dat Centraal-Groenland zeer laaggelegen is, en zonder ijskap zelfs beneden zeeniveau zou komen te liggen. Groenland zou zelfs wellicht, wanneer de ijskap weg zou smelten, blijken te bestaan uit 3 eilanden in plaats van een.
Hoewel de serie als toekomstromans is geschreven, lijkt deze geïnspireerd door de Noorse kolonisatie van Groenland van 985 tot de 15e eeuw. Evenals de Noren hadden de Badeners eveneens IJsland gekoloniseerd en Amerika bereikt, en evenals de Noren kregen de Badeners te maken met een vijandige bevolking in Amerika (de Noren verlieten Newfoundland na 10 jaar wegens o.a. vijandige Indianen, de Badense expedities naar Merrika werden overvallen). Een andere gelijkenis is dat de Badeners zich ten opzichte van de Thulenen evenals de Noren ten opzichte van de Inuït slechter konden handhaven wat hen uiteindelijk fataal werd. Evenals de christelijke Noren jegens de Inuït keken de eveneens christelijke Badeners minachtend neer op de ´heidense´ Thulenen en weigerden gewoonten of technieken over te nemen die hen konden redden. Zoals de Badeners de Thulenen agressief benaderden, zijn er ook schermutselingen geregistreerd tussen Noren en Inuït. Daarbij putten de Badeners, evenals de Noren in Groenland, het milieu uit en veroorzaakten ze hierdoor ecologische problemen. Bovendien werd de Inuïtmigratie naar Groenland aan het begin van de Kleine IJstijd aangeduid als Thulecultuur.

## De Grote Ramp
Het verhaal begint als een alternatieve afloop van de Koude Oorlog waarin de mentaliteit enigszins lijkt op die aan de vooravond van de Eerste Wereldoorlog. Zowel de Verenigde Staten als de Sovjet-Unie verheerlijken oorlog en gaan conflicten niet uit de weg. Een conflict tussen twee kleinere landen escaleert tot een atoomoorlog tussen deze landen en uiteindelijk tussen de grootmachten, waarin beide zijden alles afvuren wat ze hebben.
De kernoorlog duurt slechts drie dagen. Alle steden worden vernietigd, het grootste deel van de wereldbevolking en alle leiders zijn dood. Het grootste deel van de wereldbevolking komt om door de kernwapens, aardbevingen, tsunami´s en indirecte gevolgen van de vernietiging van de maatschappij. Wie er gewonnen heeft is irrelevant en interesseert niemand. De leiders die de oorlog in hun kernbunkers overleven, hebben niets meer om naar terug te keren, en veel bunkers worden alsnog vernietigd of raken overstroomd.
Er ontstaat een nucleaire winter, en door het gebruik van kernwapens wordt de rotatie van de aarde verstoord. De noordpool komt te liggen waar Japan eerst lag, en de zuidpool verschuift naar Zuid-Amerika. De nieuwe evenaar loopt over het zuiden van de voormalige Verenigde Staten, West-Afrika, en Noord-Australie. De Verenigde Staten krijgen hierdoor grotendeels een hard woestijnklimaat terwijl het klimaat van Canada en Groenland milder wordt en de Groenlandse ijskap smelt. Europa krijgt grotendeels een droog mediterraan klimaat en Spanje wordt een woestijn. Het klimaat van grote delen van Rusland en China wordt een poolklimaat.
Kleine gemeenschappen weten zich in Amerika, Europa en Groenland te handhaven. Hieruit komen langzaam nieuwe staten voort met een primitief technologisch peil. Maar het bevroren Groenland krijgt nu een heerlijk klimaat, en uit de nederzettingen van de overlevenden ontstaat het land Thule.

## Demografie en steden
De hoofdstad van Thule is Gothab. Verdere grote steden zijn Holtak, Thulestad, Kulus en Vastman. Het grootste deel van de bevolking leeft aan de zee. Frederiksborg is de universiteitsstad waar jonge Thulenen heen kunnen om te studeren. Holtak is een andere grote stad, in het binnenland, waar veel werkplaatsen zijn, en de beroemde Gulden Vliezen van Thule worden gemaakt door schapenvachten jarenlang in beekjes te leggen waarvan het water kleine gouddeeltjes bevat. Met goudhoudende klei worden zogenaamde Holtakvazen gemaakt.
Het leven van een Thuleen is heel eenvoudig: een huis telt slechts een verdieping. Door hun liefde voor de natuur heeft elk huis een grote tuin met bomen, struiken en veel groen. Thulenen gaan en staan waar ze willen; als ze ergens niet graag wonen, verhuizen ze. Het huis wordt dan een tijdje later bewoond door personen die bijvoorbeeld zelf te weinig vrienden hebben om een woning te bouwen.
De Thuleense bevolking telt rond de 10 miljoen personen, die zeer dun verspreid over het land wonen. Zelfs de grootste stad, Gothab, telt minder dan 100.000 inwoners. Grote delen van Thule bestaan uit onontgonnen wildernis. Omdat de samenleving een matriarchaat is en omdat de levensstandaard naar maatstaven hoog is, is het geboortecijfer laag (in tegenstelling tot het Badense Rijk waar veel kinderen krijgen de norm is). Hierdoor groeit de bevolking niet of langzaam en is er geen grote druk op het milieu.
De bevolking is opgebouwd uit afstammelingen afkomstig van Deense kolonisten, Amerikaanse expats en IJslandse immigranten, met een Europees uiterlijk, en de inheemse Inuït met een Aziatisch uiterlijk. Onder de Thulenen heerst het idee dat omdat de Inuït veel hebben moeten verduren toen het eiland nog onder het ijs lag deze afstammelingen nog altijd een zekere hardheid in hun bloed hebben.

## Bestuur
Thule wordt geregeerd door een matriarchaat: Aan het hoofd van Thule staat de vrouwelijke Konega samen met de Vrouwenraad; hier zetelen de vertegenwoordigers van de verschillende gewesten. Ook andere bestuursfuncties, van havenmeester tot  fabrieksdirecteur, wordt bezet door vrouwen. Dit omdat de schuld voor de 'Grote Ramp' aan de impulsiviteit, agressie en zelfzuchtigheid van mannen wordt geweten. Deze uitsluiting van mannen voor bestuursfuncties is een vorm van seksediscriminatie. Ook Kanada, Baffinland en Yselân worden door vrouwen bestuurd. De Badeners zijn de eerste mannenmaatschappijen, patriarchie, waar de Thulenen mee in aanraking komen. Al voor de komst van de Badeners had de echtgenoot van de Konega, Rajo, zich sterk gemaakt voor bestuurlijke inspraak voor mannen. Toen dit niet lukte heeft hij zich enige jaren afgezonderd als woudloper. Na de komst van de Badeners en een samenloop van omstandigheden wordt hij herenigd met zijn zoon Christian. Nadat het eerste conflict met de Badeners is beslecht komen zij op voor het recht mee te beslissen in wat er gebeurt in Thule. In het conflict hebben ze per slot van rekening een belangrijke rol gespeeld. De Vrouwenraad stemt er daarom mee in de Konega-echtgenoot en Konegazoons zitting en stemrecht te laten nemen in de raad. Verder zijn ook in de mijnstreek sommige dorpsbestuurders, in strijd met Thuleense wetten, man. Dit heeft te maken met hun betere kennis van het zware werk, waarvoor door hun grotere lichamelijke kracht mannen geschikter zijn.

### Konega-familie
Sigrid Helgadottir is de stammoeder van het Konega-geslacht en kwam naar Thule als kapitein van een schip uit Yseland. Na haar dood werd ze opgevolgd door haar oudste dochter Hannah Sigriddottir. Binnen een eeuw na de stichting van dit geslacht is er afgestapt van de IJslandse naamgeving en is Dottir verworden tot een eretitel voor afstammelingen van Sigrid. Armina-Dottir, staatshoofd van Thule tijdens de eerste expedities van de Badeners naar Groenland, is de 26ste Konega. Met blauw zijn de mannen aangegeven die als lid van de vrouwenraad optraden:  
| Belle-Dottir    |                 |                 |                 |                 |                 |  |  |              |              |              |              |              |              |  |  |               |               |               |               |               |               |               |               |               |               |               |               |               |               |       |       |  |  |  |  |  |  |  |  |  |  |  |  |  |  |
|                 |                 |                 |                 |                 |                 |  |  |              |              |              |              |              |              |  |  |               |               |               |               |               |               |               |               |               |               |               |               |               |               |       |       |  |  |  |  |  |  |  |  |  |  |  |  |  |  |
| Thulana-Dottir  |                 |                 |                 |                 |                 |  |  |              |              |              |              |              |              |  |  |               |               |               |               |               |               |               |               |               |               |               |               |               |               |       |       |  |  |  |  |  |  |  |  |  |  |  |  |  |  |
|                 |                 |                 |                 |                 |                 |  |  |              |              |              |              |              |              |  |  |               |               |               |               |               |               |               |               |               |               |               |               |               |               |       |       |  |  |  |  |  |  |  |  |  |  |  |  |  |  |
|                 |                 |                 |                 |                 |                 |  |  |              |              |              |              |              |              |  |  |               |               |               |               |               |               |               |               |               |               |               |               |               |               |       |       |  |  |  |  |  |  |  |  |  |  |  |  |  |  |
| Berthe-Dottir   | Berthe-Dottir   | Berthe-Dottir   | Berthe-Dottir   | Berthe-Dottir   | Berthe-Dottir   |  |  | Helga-Dottir | Helga-Dottir | Helga-Dottir | Helga-Dottir | Helga-Dottir | Helga-Dottir |  |  | Sigrid-Dottir | Sigrid-Dottir | Sigrid-Dottir | Sigrid-Dottir | Sigrid-Dottir | Sigrid-Dottir |               |               |               |               |               |               |               |               |       |       |  |  |  |  |  |  |  |  |  |  |  |  |  |  |
| Berthe-Dottir   | Berthe-Dottir   | Berthe-Dottir   | Berthe-Dottir   | Berthe-Dottir   | Berthe-Dottir   |  |  | Helga-Dottir | Helga-Dottir | Helga-Dottir | Helga-Dottir | Helga-Dottir | Helga-Dottir |  |  | Sigrid-Dottir | Sigrid-Dottir | Sigrid-Dottir | Sigrid-Dottir | Sigrid-Dottir | Sigrid-Dottir |               |               |               |               |               |               |               |               |       |       |  |  |  |  |  |  |  |  |  |  |  |  |  |  |
|                 |                 |                 |                 |                 |                 |  |  |              |              |              |              |              |              |  |  |               |               |               |               |               |               |               |               |               |               |               |               |               |               |       |       |  |  |  |  |  |  |  |  |  |  |  |  |  |  |
| Armina-Dottir   | Armina-Dottir   | Armina-Dottir   | Armina-Dottir   | Armina-Dottir   | Armina-Dottir   |  |  | Rajo         | Rajo         | Rajo         | Rajo         | Rajo         | Rajo         |  |  |               |               | Hannah-Dottir | Hannah-Dottir | Hannah-Dottir | Hannah-Dottir | Hannah-Dottir | Hannah-Dottir |               |               | Anouk         | Anouk         | Anouk         | Anouk         | Anouk | Anouk |  |  |  |  |  |  |  |  |  |  |  |  |  |  |
| Armina-Dottir   | Armina-Dottir   | Armina-Dottir   | Armina-Dottir   | Armina-Dottir   | Armina-Dottir   |  |  | Rajo         | Rajo         | Rajo         | Rajo         | Rajo         | Rajo         |  |  |               |               | Hannah-Dottir | Hannah-Dottir | Hannah-Dottir | Hannah-Dottir | Hannah-Dottir | Hannah-Dottir |               |               | Anouk         | Anouk         | Anouk         | Anouk         | Anouk | Anouk |  |  |  |  |  |  |  |  |  |  |  |  |  |  |
|                 |                 |                 |                 |                 |                 |  |  |              |              |              |              |              |              |  |  |               |               |               |               |               |               |               |               |               |               |               |               |               |               |       |       |  |  |  |  |  |  |  |  |  |  |  |  |  |  |
|                 |                 |                 |                 |                 |                 |  |  |              |              |              |              |              |              |  |  |               |               |               |               |               |               |               |               |               |               |               |               |               |               |       |       |  |  |  |  |  |  |  |  |  |  |  |  |  |  |
| Sigrid-Dottir † | Sigrid-Dottir † | Sigrid-Dottir † | Sigrid-Dottir † | Sigrid-Dottir † | Sigrid-Dottir † |  |  | Christian    | Christian    | Christian    | Christian    | Christian    | Christian    |  |  | Thura         | Thura         | Thura         | Thura         | Thura         | Thura         |               |               | Berthe-Dottir | Berthe-Dottir | Berthe-Dottir | Berthe-Dottir | Berthe-Dottir | Berthe-Dottir |       |       |  |  |  |  |  |  |  |  |  |  |  |  |  |  |
| Sigrid-Dottir † | Sigrid-Dottir † | Sigrid-Dottir † | Sigrid-Dottir † | Sigrid-Dottir † | Sigrid-Dottir † |  |  | Christian    | Christian    | Christian    | Christian    | Christian    | Christian    |  |  | Thura         | Thura         | Thura         | Thura         | Thura         | Thura         |               |               | Berthe-Dottir | Berthe-Dottir | Berthe-Dottir | Berthe-Dottir | Berthe-Dottir | Berthe-Dottir |       |       |  |  |  |  |  |  |  |  |  |  |  |  |  |  |
|                 |                 |                 |                 |                 |                 |  |  |              |              |              |              |              |              |  |  |               |               |               |               |               |               |               |               |               |               |               |               |               |               |       |       |  |  |  |  |  |  |  |  |  |  |  |  |  |  |
|                 |                 |                 |                 |                 |                 |  |  |              |              |              |              |              |              |  |  |               |               |               |               |               |               |               |               |               |               |               |               |               |               |       |       |  |  |  |  |  |  |  |  |  |  |  |  |  |  |
| Ferika-Dottir   | Ferika-Dottir   | Ferika-Dottir   | Ferika-Dottir   | Ferika-Dottir   | Ferika-Dottir   |  |  | ?            | ?            | ?            | ?            | ?            | ?            |  |  | ?             | ?             | ?             | ?             | ?             | ?             |               |               |               |               |               |               |               |               |       |       |  |  |  |  |  |  |  |  |  |  |  |  |  |  |
| Ferika-Dottir   | Ferika-Dottir   | Ferika-Dottir   | Ferika-Dottir   | Ferika-Dottir   | Ferika-Dottir   |  |  | ?            | ?            | ?            | ?            | ?            | ?            |  |  | ?             | ?             | ?             | ?             | ?             | ?             |               |               |               |               |               |               |               |               |       |       |  |  |  |  |  |  |  |  |  |  |  |  |  |  |
|                 |                 |                 |                 |                 |                 |  |  |              |              |              |              |              |              |  |  |               |               |               |               |               |               |               |               |               |               |               |               |               |               |       |       |  |  |  |  |  |  |  |  |  |  |  |  |  |  |
|                 |                 |                 |                 |                 |                 |  |  |              |              |              |              |              |              |  |  |               |               |               |               |               |               |               |               |               |               |               |               |               |               |       |       |  |  |  |  |  |  |  |  |  |  |  |  |  |  |
| Tjalf           | Tjalf           | Tjalf           | Tjalf           | Tjalf           | Tjalf           |  |  | Elvira       | Elvira       | Elvira       | Elvira       | Elvira       | Elvira       |  |  | Kalina-Dottir | Kalina-Dottir | Kalina-Dottir | Kalina-Dottir | Kalina-Dottir | Kalina-Dottir |               |               |               |               |               |               |               |               |       |       |  |  |  |  |  |  |  |  |  |  |  |  |  |  |
| Tjalf           | Tjalf           | Tjalf           | Tjalf           | Tjalf           | Tjalf           |  |  | Elvira       | Elvira       | Elvira       | Elvira       | Elvira       | Elvira       |  |  | Kalina-Dottir | Kalina-Dottir | Kalina-Dottir | Kalina-Dottir | Kalina-Dottir | Kalina-Dottir |               |               |               |               |               |               |               |               |       |       |  |  |  |  |  |  |  |  |  |  |  |  |  |  |

## Regels en wetten
De wetten en regels in Thule zijn er op gericht de samenleving zo pacifistisch mogelijk in te richten: wapenbezit is beperkt tot verdovingspistolen, die alleen gedragen worden door ordebewaarsters, woudlopers en scheepskapiteins. 
Woudlopers zijn de enige mannen die een verdovingspistool en lange messen mogen dragen, omdat hun werk in de wildernis dit noodzakelijk maakt. Hun werkzaamheden bestaan uit het bestrijden van stroperij en het beschermen van het natuurlijke evenwicht door wilde dieren te verplaatsen als die problemen geven of als deze nodig zijn voor biologische bestrijding van ongedierte.
Gedomesticeerde dieren worden niet gedood voor hun zesde levensjaar. Rendieren, herten en muskusossen die minstends tien jaar oud zijn worden soms geslacht door woudlopers voor hun huid, waarbij ook het vlees verwerkt wordt. Dieren worden verdoofd alvorens ze geslacht worden. Daarbuiten is jacht op wilde dieren streng verboden. Gewestbestuursters zien er op toe dat er niet te veel vis wordt gevangen of te veel hout gekapt. Voor elke boom die er gekapt wordt, moet er weer een teruggeplant worden.
Wie zich niet houdt aan de regels, krijgt een stempel op zijn wang, vlak boven de baardgroei. Wie eenmaal dat stempel heeft, wordt door iedere Thuleen gemeden. Een straf met een betere uitwerking dan een gevangenis. De inkt is zeer resistent en blijft, afhankelijk van de kleur, jaren in de huid zichtbaar. Een groen stempel is voor milieubeschadiging en blijft zes maanden staan. Een rood stempel is voor kleinere misdrijven zoals vandalisme en geweld en blijft drie jaar staan. Paars duidt op ernstige mishandeling en blijft vijf jaar. Zwart is voor moord en doodslag en blijft zeven jaar op het gezicht staan. De meeste mensen met zwarte stempels gaan vrijwillig in de mijnen werken. Wanneer sprake is van een justitiele dwaling, kan het stempel weliswaar niet worden uitgewist, maar stelt de lokale bestuurder de bevolking van de vergissing op de hoogte, waardoor de ten onrechte veroordeelde ondanks het stempel aan de maatschappij kan deelnemen.
Elke Thuleense inwoner heeft wettelijk recht op woonruimte, werk, vrije tijd, onderwijs en medische verzorging. Ook de gasthuizen die overal langs Thuleense wegen en in steden en dorpen staan, zijn gratis. Thulenen vinden het vreemd dat Badeners verwachten dat hier voor betaald zou moet worden. Het Thuleens maatschappelijk model is sterk gebaseerd op solidariteit, hetgeen lijnrecht tegen het Badens absolutisme ingaat.

## Onderwijs, techniek en wetenschap
De lage mate van cultivatie van de natuur en industrialisatie in Thule wordt door de Badeners doorlopend geïnterpreteerd als domheid. Er is echter een uitgebreid onderwijssysteem met universiteiten, zoals die in Fredriksborg. Er is veel aandacht voor practische vaardigheden in het primair onderwijs: alle kinderen leren hoe ze voedsel kunnen vinden in de natuur en iedereen leert timmeren zodat meubels zelf vervaardigd kunnen worden en een gemeenschap samen nieuwe huizen kan bouwen als daar behoefte aan is. Ook respect voor de natuur en saamhorigheid wordt al op jonge leeftijd bijgebracht.
Aan de universiteiten zijn verschillende studies beschikbaar waaronder metallurgie, zeevaartkunde, bestuurskunde en medische wetenschappen. Gezien het feit dat mannen niet kwalificeren voor leidinggevende functies, is slechts 20% van alle studenten man.
De Thulenen bezitten de kennis om een stoommachine te bouwen, hoewel ze zeer huiverig zijn bij toepassing hiervan. Ze kennen verder mijnbouw en metaalbewerktechnieken. Ze zijn op chemisch gebied ver genoeg om explosieven en vuurwerk te kunnen bereiden, en hebben een vergaande kennis van de natuur. Dit heeft ertoe geleid dat hun medische kennis eveneens op een hoog niveau staat. De belangrijkste steden zijn met elkaar verbonden door goede wegen.
In bepaalde gebieden groeien planten met giftige doorns, die een verdovend gif bevatten. De Thulenen verwerken dit gif in verdovingspistolen met gifnaaldjes of - pijltjes. De pistolen werken mechanisch, door middel van een veer, en hebben een bereik van enkele tientallen meters. Wie getroffen wordt of per ongeluk door een doorn van de plant geprikt, raakt enkele uren buiten westen. Verdovingspistolen worden gebruikt door woudlopers om dieren te verdoven om hen te transporteren of uit zelfverdediging, en ook door ordebewaarsters tegen gewelddadige niet voor rede vatbare personen. Kapiteins en leerlingkapiteins mogen de pistolen ook dragen voor de veiigheid van schip en bemanning tegen met name vijandige Merrikaanse bendes. Verder worden ze gebruikt tegen de Badense invallers. Het gif is echter niet ongevaarlijk; wie te vaak in korte tijd ermee in aanraking komt, loopt hersenbeschadiging op, hetgeen een reden voor kapiteins, ordebewaarsters en woudlopers is niet te scheutig van de pistolen gebruik te maken en altijd eerst te waarschuwen als het kan. Verder maken de Thulenen wijn van vruchten die een verdovend middel bevatten en gebruiken dit ls slaapmiddel voor patienten. 

## Religie
Voor zover er gesproken kan worden van een religie in Thule, dan is het de pantheistische eerbied die er is voor Moeder Aarde. Deze wordt niet gezien als gepersonificeerde godin die aanbeden dient te worden, maar het geheel dat mensen, dieren, vogels, insekten, vissen en planten samen vormen en als een moeder voorziet in voedsel en levensonderhoud zolang er in harmonie met haar wordt omgegaan. Op plekken waar de natuur goed kan worden overzien wordt vaak een tempeltje gebouwd als dankbetuiging aan Moeder Aarde en om een plek te bieden waar men rust en troost kan vinden. De tempels zelf kunnen diverse vormen aannemen, maar zijn altijd open zodat de wind erdoorheen kan waaien en onder het dak is een  grote platte steen waarop vazen met bloemen kunnen worden gezet. Konega's worden na hun dood onder een tempel begraven. De Badeners, die het christendom behouden hebben, zien dit als heidendom en kijken hierop neer.

## Handel
De voornaamste, oude, handelspartners zijn Kanada en Baffinland, gevolgd door Yselan. Nadat Thule en het Britse Rijk met elkaar in contact zijn gekomen worden ook deze handelspartners. 
Een van de belangrijkste handelsgoederen betreft goud, wat in grote mate wordt uitgevoerd. De Thulenen zijn van mening dat goud te zwaar en zacht is, bovendien staat de kleur hun niet aan. Enkel Holtakvazen en gulden vliezen worden gewaardeerd en dienen als beloning voor mensen welke een buitengewone prestatie hebben geleverd. Een gulden vlies heeft de waarde van 6 grote schepen met graan. Ook wordt er een gulden vlies gebruikt om het Badense Rijk af te kopen nadat zij enkele steden hebben veroverd en zijn gaan koloniseren. Hierbij dient opgemerkt te worden dat de Badeners in de waan verkeren het enige gulden vlies in handen te krijgen, wat niet het geval is.
Het voornaamste import product betreft graan, dit wordt voornamelijk ingevoerd vanuit Kanada en Baffinland. Naast delfstoffen worden er ook diersoorten ingevoerd, dit om de wildstand van Thule te verrijken.

## Badense bezetting
Uiteindelijk vallen toch enkele steden in handen van de Badeners. De Britten die met Thule geallieerd zijn, zijn afgeleid, en de Badeners maken daarvan gebruik door een verrassingsaanval uit te voeren op Julianehab, Kulus, Fredriksborg, Godthab en Upernavik. De Badeners bombarderen de steden onaangekondigd, en de bewoners komen om of vluchten. De Thulenen die ze gevangennemen gedragen zich Oostindisch doof, waarop de Badeners hen zo dom achten dat ze hen vrijlaten. De Badense regering moedigt kolonisatie aan en vele Badeners grijpen de kans op succes met beide handen aan om hun uitzichtloze bestaan in het overbevolkte Rijk te ontvluchten. Ieder bezet gewest wordt een kolonie, bestuurd door een door de regering benoemde gouverneur, met aan het hoofd een in Godthab zetelende oppergouverneur. Omdat alle Thulenen gedood of verdreven zijn, bestaat de gehele bevolking van de kolonieen uit Badeners. De bevolking is jong want het zijn vooral alleenstaanden en jonge gezinnen die de sprong wagen, aangevuld met militairen. Er heerst hierdoor een mannenoverschot.
De Thuleense regering reageert met passieve weerstand, hinderlagen, de tactiek van de verschroeide aarde, aanslagen, biologische oorlogvoering (o.a. door veel vlinders naar de bezette gebieden te brengen waardoor deze te maken krijgen met een rupsenplaag), en de Badeners naar een vulkaanuitbarsting te lokken. Hierdoor ontstaan problemen met de voedsel- en energievoorziening. Ook veroorzaken de Badeners veel problemen zelf door rücksichtlos in de natuur in te grijpen en deze te vervuilen, en passen ze zich slecht aan de omstandigheden aan. Bovendien schieten de Britten de Thulenen te hulp en patrouilleren rondom de bezette gebieden met oorlogsschepen. Badense schepen die zich te ver van de bezette gebieden wagen, worden door de Britten onderschept, en de Badense regering durft geen openlijke oorlog met de Britten aan.
De Badeners trachten met expedities nieuw gebied te veroveren maar deze lopen vast door het ontoegankelijke terrein, het toepassen van de tactiek der verschroeide aarde door de Thulenen, en Thuleense hinderlagen. De Thulenen hebben geen vuurwapens, maar kunnen hun tegenstanders toch onschadelijk maken met verdovingspistolen. Gevangen Badeners krijgen de kans Thuleen te worden of in de wildernis te worden vrijgelaten zonder voedel, water, wapens of gereedschap; een enkeling weet de bezette gebieden te bereiken. Officieren krijgen deze keus niet en worden direct de wildernis ingestuurd, waarschijnlijk omdat ze als groter veiligheidsrisico worden gezien. Deze mislukkingen bezorgen het koloniaal bewind sterk gezichtsverlies. Veel soldaten komen om bij expedities en overvallen (hoewel de Thulenen slachtoffers proberen te vermijden). Anderzijds worden Thuleense burgers die de soldaten aantreffen zonder meer vermoord en hun bezittingen geplunderd en in brand gestoken.
De kolonisatie stokt hierdoor: kolonisten krijgen het steeds moeilijker. Militaire expedities ter zee worden door de Britten onderschept, en expedities te land lopen vast in wildernis en Thuleense hinderlagen. De Badense regering probeert de slechte situatie te verbergen door o.a. post en de media te censureren, maar na enkele jaren wordt het duidelijk dat de kolonisatie een mislukking is en dat de bezetting meer kost dan opbrengt. Nieuwe kolonisten blijven weg.
Dit brengt de Badeners er uiteindelijk toe toch ontruiming teruggave van de bezette gebieden te overwegen, met name wanneer de Thulenen met een verdubbeling van aanslagen dreigen en anderzijds het probleem van gezichtsverlies enigszins verhelpen door de Badeners een gulden vlies te schenken. Een kleine groep Badeners mag blijven mits ze bereid zijn zich naar Thuleense zeden te schikken, de rest zal moeten vertrekken.

## Andere landen

### Groot Badense Rijk

Vlag van het Groot Badense Rijk. In het tweede deel zien de Thulenen de vlag en maken deze, onbekend met de Badens-Europese traditie van respect voor vlaggen en nationale symbolen, belachelijk. Dit tot woede van de Badeners.

Het Badense Rijk is ontstaan uit de overlevenden in Centraal-Europa. De namen suggereren Zuid-Duitsland of Zwitserland (Baden is zowel een gebied in Duitsland als in Zwitserland). Zij ontdekten oude technologie en goud uit de ruïnes van de steden Zürich en Bern (waarschijnlijk was Zwitserland vanwege de neutraliteit minder getroffen dan omliggende landen en waren daardoor de steden beter bewaard, en gezien het voor de Ramp florerende bankwezen in Zürich was daar uiteraard veel goud). Door dit technologisch en financieel overwicht veroveren ze grote delen van Europa en onderdrukken de Magiaren (Hongaren) en Lutetiërs (Fransen). De hoofdstad is Badenburg aan het Badenmeer. Aan de monding van de Maas vlak bij het voormalige Rotterdam ligt de belangrijke oorlogshaven Loran.
Het Badense Rijk wordt aanvankelijk geregeerd door een Raad van Ouderen, totdat een zekere Egon de macht grijpt. Deze Egon vormt het Rijk om tot een brute politiestaat met een machtig ambtenarenapparaat geleid door regeringscommissarissen. Hij draagt de macht over aan zijn naar hemzelf vernoemde zoon, Egon II, die een verbond met de Kerk sluit waardoor Kerk en Staat verenigd worden. Vanaf dan wordt Egon zowel de naam van de erfelijk heerser als diens titel. Egon III, met wie Kilian Werfel in het tweede deel een audientie heeft, lijkt weinig op zijn daadkrachtige vader en grootvader. Hij is verwend door het paleisleven, slecht geinformeerd, kan geen enkele beslissing zelf nemen en laat zich vooral door de regeringscommissarissen leiden, die hierdoor nog machtiger en corrupter worden. Dit leidt uiteindelijk tot de ondergang van de Egon-dynastie. Later worden de Egons afgezet in een revolutie en wordt een democratie ingesteld met een president aan het hoofd. Dit verandert overigens niets aan de oorlogszuchtige mentaliteit; op de revolutie volgt direct een oorlog met de Britten gevolgd door een koloniale expansie naar Yselan en Thule. Ook de corruptie blijkt nog steeds weelderig te tieren.
De regeringscommissarissen, RC's, zijn hoge bestuursambtenaren en meestal corrupt en gehaat. Ook het leger is erg belangrijk, en militairen genieten meer prestige dan burgers. Geweld en oorlog worden verheerlijkt: zo beweert de Egon bijvoorbeeld dat een mens door oorlogsvoering beter, sterker en slimmer wordt. Er heerst een sterke patriarchie: mannen worden als meerderwaardig aan vrouwen gezien, wier rol zich dient te beperken tot die van moeder en huisvrouw, en van wie onderdanig gedrg wordt verwacht. Meisjes die een man tegenspreken, een grote mond hebben, geen kinderen willen, of er zelfstandig op uittrekken, worden abnormaal gevonden. Van jongens wordt verwacht dat ze zich mannelijk gedragen en een carriere in het leger wordt als het ideaal gezien.
Gezinnen met veel kinderen staan in hoog aanzien. Dit heeft samen met het herontdekken van techniek tot een bevolkingsexplosie geleid. Omdat Europa maar weinig olie heeft worden kolen en hout voornamelijk als brandstof gebruikt. De bossen zijn hierdoor gekapt om ruimte te maken voor landbouwgrond of voor brandstof, en door het drogere klimaat herstellen de bossen zich maar moeilijk. Dit motiveert de pogingen Thule te bezetten, want het is vanwege de ijskap in het verleden nooit ontgonnen en moet veel bodemschatten als kolen, olie en goud, alsmede hout bezitten. Die vinden de Badeners inderdaad, maar ondanks hun pacifisme laten de Thulenen zich niet zomaar bezetten.
Het Rijk kampt hierdoor met grote problemen door de overbevolking, milieuvervuiling, de droogte en het opraken van delfstoffen. Het enige antwoord dat de regering hierop heeft is oorlog voeren ten einde voort te leven ten koste van andere landen. Deze problemen vormen een belangrijke reden voor de expedities naar Thule. Feitelijk is het een roofstaat, waarvan de economie gebaseerd is op gewelddadige toe-eigening van hulpbronnen. Er bestaat verder een sterk superioriteitsgevoel: veel Badeners leren bijvoorbeeld dat Badens (Duits) in plaats van Brits (Engels) voor de Grote Verandering de belangrijkste wereldtaal was, en gaan er zonder meer van uit dat alle Thulenen dom zijn.
Corruptie is een groot probleem. In het tweede boek zinken meerdere schepen door gebreken in hun constructie veroorzaakt door corruptie tijdens de bouw. In het derde boek laat een corrupt gouverneur van de kolonie Upernavik een ambtenaar die over corruptie klaagt doden. Burgers die hierover te luid klagen (Kilian Werfel, Elvira Kamgut en haar vader), worden geelimineerd.
In de trilogie is het Badense Rijk de grote antagonist van de Thulenen en probeert het meerdere keren Thule te bezetten. In zekere zin is het een distopie, gebaseerd op de 19e-eeuwse koloniale grootmachten en 20e-eeuws fascisme. Ook is het Rijk gebaseerd op de Noors-Vikingse kolonisatie van Groenland tijdens de Middeleeuwen.

### Het Britse Rijk
Beckman suggereert dat dit een voortzetting is van het huidige Verenigd Koninkrijk. Ook de Britten hebben oude technologie herontdekt en zijn technologisch gelijkwaardig aan de Badeners. Ze zijn minder oorlogszuchtig en gericht op het drijven van handel met Thule, Kanada, Baffinland en de Merrikanen. Hun techniek wordt hoofdzakelijk gebruikt ter verdediging tegen hun grote buurman, het Badense Rijk. Het Britse Rijk is een constitutionele monarchie. Toch wordt ook met de Badeners handel gedreven: de Britten exporteren kolen die de Badeners hard nodig hebben als brandstof, en laten zich betalen in baar goud. Beide zijden zijn hier niet gelukkig mee maar zien het als een noodzaak: de Badeners hebben zelf onvoldoende kolen en de Britse economie heeft het Badense goud nodig. Verder is het Britse Rijk de grote vijand van de Badeners, en uiteindelijk sluit het een alliantie met Thule en Kanada. Dit om te voorkomen dat het Badense Rijk Thule verovert en hiermee het overwicht op de oceaan verkrijgt.

### Kanada en Baffinland
Dit zijn de naaste buurlanden van Thule. Er wordt een taal gesproken die op de Britse taal lijkt en ook hier zijn vrouwen aan de macht. Er is veel contact en handel tussen de landen, zo importeert Thule onder andere Kanadeens graan, zijde en zilver in ruil voor goud, lood en Holtakvazen.

### Yselan
Yselan is een eilandengroep die is overgebleven van IJsland.
Yselan was echter te klein en onvruchtbaar om de bewoners te onderhouden. Noodgedwongen migreerde een deel van de bewoners naar omringende eilanden. Hier verenigden ze zich met de lokale bevolking en organiseerden de samenleving. De Thuleense cultuur vindt hiermee zijn oorsprong in Yselan. 
De staatshoofden van Thule, de Konega's, zijn directe afstammelingen van de Yselanders. De eerste Konega was de expeditieleidster welke verantwoordelijk was voor het zich vestigen op Thule.
Later wordt Yselan bezet door de Badeners en tot kolonie gemaakt.

### Merrika
Wat eens de Verenigde Staten was, is nu een grote woestijn. De Amerikanen zijn vervallen tot barbarij, en leven in kleine stammen. Er is een opperhoofd en een luitenant die 'Saarts' (serge) wordt genoemd, verder zijn de stamleden ondergeschikten.
Het is een samenleving waarbij het recht van de sterktste leidend wordt beschouwd. De stammen zijn vijandig naar zowel elkaar als naar uitheemse groepen. Dit wordt geïllustreerd wanneer er een Badense expeditie op zoek naar Thule, strand voor de kust van Merrika. Wanneer de bemanning het schip verlaat om de omgeving te verkennen worden ze in een hinderlaag gelokt en vermoord. 
De Merikanen trekken de uniformen van de gesneuvelde Badeners aan waarmee ze door middel van een list aan boord van het schip weten te geraken. Eenmaal aan boord ontdoen ze zich van de rest van de bemanning en maken zich meester van het schip. Uit deze overval blijkt echter direct de technologische achterstand op zowel het Badense rijk, Het Britse rijk en Thule: vuurwapens zijn onbekend en worden gehanteerd als knots. De overval slaagt dan ook enkel dankzij een numerieke meerderheid.
De Thulenen kennen Merrika omdat zeiltochten naar Zuid-Kanada vaak langs Merrikaans gebied voeren. Kapiteins en leerlingkapiteins zijn voornamelijk met verdovingspistolen gewapend vanwege het gevaar van gewapende overvallen door Merrikaanse bendes. De Thulenen geloven dat de woestijn en barbarij een straf van Moeder Aarde is, omdat de voorouders van de Merrikanen, de Amerikanen, het milieu het zwaarst vervuild hebben.
Later wordt gesuggereerd dat de Britten enige handel met hen drijven.

### Andere landen
Andere landen worden kort genoemd. De Magiaren wonen in het oosten van het Badense Rijk en zijn al lang geleden onderworpen. Ze worden echter genadeloos uitgeknepen door de Badeners en komen regelmatig in opstand. Voor corrupte RC's is een post in het Magiarenland de ideale gelegenheid om snel rijk te worden, en de vijf oorlogsschepen uit het tweede boek worden met een speciale strafheffing van de Magiaren gefinancierd. Spanje wordt beschreven als een bloedhete zinderende woestijn, en China als een ijskoude poolwoestijn vanwege de nabijheid van de nieuwe noordpool in Japan.

## Boeken
De boeken die Thea Beckman over Thule heeft geschreven zijn:
- Kinderen van Moeder Aarde
- Het helse paradijs
- Het Gulden Vlies van Thule